# ريكي هيل
ريكي هيل (بالإنجليزية: Ricky Hill)‏ (3 مارس 1959 ببادنغتون في المملكة المتحدة - ) هو لاعب كرة قدم بريطاني في مركز الوسط. شارك مع منتخب إنجلترا لكرة القدم. أما مع النوادي، فقد لعب مع ليستر سيتي ونادي لوتون تاون ونادي لوهافر وتامبا باي راوديز وتشيرتسي تاون ‏ وCocoa Expos ‏.

## وصلات خارجية
- ريكي هيل على موقع الاتحاد الدولي (مؤرشف)  (الإنجليزية)
- ريكي هيل على موقع قاعدة بيانات كرة القدم.إي يو (الإنجليزية)
- ريكي هيل على موقع ناشيونال فوتبول تيمز (الإنجليزية)
- ريكي هيل على موقع عالم كرة القدم.نت (الإنجليزية)